# Karin Halsch
Karin Halsch, früher Seidel-Kalmutzki (* 17. September 1960 in Naumburg (Saale)), ist eine deutsche Politikerin der SPD. Sie war von 2006 bis 2011 Vizepräsidentin des Berliner Abgeordnetenhauses.

## Leben
Nach dem Abitur im Jahr 1979 absolvierte Halsch zunächst eine kaufmännische Ausbildung. Sie war in den Jahren 1995 bis 2001 Landesgeschäftsführerin der Sozialdemokratischen Gemeinschaft für Kommunalpolitik und ist Mitarbeiterin des August-Bebel-Instituts.
Halsch war von Oktober 2000 bis Juni 2001 Präsidentin des BFC Dynamo. Sie trat zurück, weil das Präsidium ihr die Einsicht in sämtliche Verträge vorenthielt. Neben dem BFC ist sie auch Mitglied bei Hertha BSC und der Deutschen Olympischen Gesellschaft.
Halsch ist Mitglied im Stiftungsrat der Humanismus Stiftung Berlin, einer Stiftung des Humanistischen Verbands Deutschlands.
Karin Halsch ist mit dem Manager Volker Halsch verheiratet.

## Politik
Halsch trat im Jahr 1995 der SPD bei. Im Berliner Bezirk Hohenschönhausen war sie von 1998 bis 2000 stellvertretende Kreisvorsitzende. Seit 2000 ist sie stellvertretende Kreisvorsitzende der SPD im Bezirk Lichtenberg. Seit 2000 ist sie Mitglied des Landesvorstandes der Berliner SPD und seit 2004 auch des SPD-Parteirates bzw. seit 2011 des Parteikonvents.
Von 1995 bis 1999 war Halsch Mitglied der Bezirksverordnetenversammlung Berlin-Hohenschönhausen.
Halsch war in den Jahren 1999 bis 2021 Mitglied des Berliner Abgeordnetenhauses. Im Jahr 2001 wurde sie in der SPD-Fraktion Stellvertretende Fraktionsvorsitzende, Sportpolitische Sprecherin und Sprecherin für die Zusammenarbeit von Berlin und Brandenburg (bis 2009). Vom 26. Oktober 2006 bis 27. Oktober 2011 war sie Vizepräsidentin des Abgeordnetenhauses und Vorsitzende des Sportausschusses.
Bei der Wahl 2011 wurde sie zunächst irrtümlich zur Siegerin des Wahlkreises Lichtenberg 1 erklärt. Das Direktmandat ging aber nach einer Neuauszählung an Evrim Baba (Linkspartei). Halsch zog trotzdem über die Bezirksliste Lichtenberg ins Abgeordnetenhaus ein. In der 17. Wahlperiode ist sie erneut Mitglied des Präsidiums und Vorsitzende des Sportausschusses sowie Sprecherin für Bundesangelegenheiten der SPD-Fraktion. Dem 2021 gewählten Abgeordnetenhaus gehört sie nicht mehr an.